# Litijum gvožđe fosfatna baterija
Litijum gvožđe fosfatna baterija (LiFePO
4 baterija) ili LFP baterija (litijum ferofosfat) je tip litijum-jonska baterija koja koristi litijum gvožđe fosfat (LiFePO
4) kao materijal katode i grafitnu ugljeničnu elektrodu sa metalnom podlogom kao anodu. Zbog svoje niske cene, visoke bezbednosti, niske toksičnosti, dugog veka trajanja i drugih faktora, LFP baterije nalaze brojne uloge u upotrebi vozila, stacionarnim primenama u komunalnom obimu i rezervnom napajanju. LFP baterije su bez kobalta. Od septembra 2022, udeo na tržištu baterija tipa LFP za EV je dostigao 31%, a od toga je 68% bilo samo od proizvođača električnih vozila Tesla i BYD. Kineski proizvođači trenutno drže skoro monopol u proizvodnji LFP baterija. Pošto su patenti počeli da ističu 2022. godine, a povećana je potražnja za jeftinijim EV baterijama, očekuje se da će proizvodnja LFP tipa dalje rasti i nadmašiti baterije tipa litijum-nikl-mangan-kobalt oksida (NMC) 2028. godine.
Specifična energija LFP baterija je niža od one drugih uobičajenih tipova litijum-jonskih baterija kao što su nikl-mangan-kobalt (NMC) i nikl-kobalt aluminijum (NCA). Specifična energija CATL-ove LFP baterije je trenutno 125 vat-sati po kilogramu (Wh/kg) i do 160 Wh/kg sa poboljšanom tehnologijom pakovanja. Specifična energija BYD LFP baterije je 150 Wh/kg. Najbolje NMC baterije pokazuju specifične energetske vrednosti od preko 300 Wh/kg. Posebno, specifična energija Panasonikovih „2170” NCA baterija koje se koriste u Teslinom 2020 modelu 3 je oko 260 Wh/kg, što je 70% njihove vrednosti „čiste hemikalije”. LFP baterije takođe pokazuju niži radni napon od drugih tipova litijum-jonskih baterija.

## Spoljašnje veze
- John (12. 3. 2022). „Factors Need To Pay Attention Before Install Your Lithium LFP Battery”. Happysun Media Solar-Europe.
- Alice (17. 4. 2024). „What scenarios are LiFePO4 batteries used in”. Happysun Media Solar-Europe.